# GEOS (16 bits)
PC/GEOS, posteriormente conhecido como GeoWorks, é um sistema operacional x86 e interface gráfica do usuário baseada em DOS, criado pela Berkeley Softworks, posteriormente GeoWorks Corporation, para o IBM PC e sistemas similares. Não deve ser confundido com a outra plataforma GEOS desenvolvida pela mesma empresa e que executava em UCPs MOS Technologies 6502. A versão mais recente, PC/GEOS 4.0, foi desenvolvida em 2001 pela Breadbox Computer Company, LLC, e renomeada para Breadbox Ensemble.

## Histórico das versões do GeoWorks Ensemble
- 1990: OS/90 (versão beta)
- 1990: GeoWorks 1.0
- 1991: GeoWorks 1.2
- 1992: GeoWorks 1.2 Pro (com Borland QuattroPro para DOS com PC/GEOS "Look and Feel")
- 1992: GeoWorks DTP
- 1992: GeoWorks CD Manager
- 1993: GeoWorks Ensemble 2.0 (novo núcleo PC/GEOS 2.0)
- 1993: Geopublish 2.0
- 1994: Geoworks Ensemble 2.01

Depois do Ensemble 2.01, a GeoWorks abandonou o suporte da versão desktop, concentrando-se em handhelds e dispositivos inteligentes.

## NewDeal Office - PC/GEOS 3.x
Uma nova versão do PC/GEOS divulgada em fins dos anos 1990 como NewDeal Office da NewDeal Inc., na esperança de criar um mercado entre os donos de PCs i386, i486 e Pentium que não podiam executar Windows 95 ou Windows 98 de modo apropriado. 

### Histórico das versões do NewDeal Office
- 1996: NewDeal Office 2.2
- 1996: NewDeal Office 2.5
- 1996: NewDeal Publish 2.5 (versão shareware)
- 1997: NewDeal Office 97
- 1998: NewDeal Office 98
- 1999: NewDeal Office Release 3
- 1999: NewDeal Office Release 3 Evaluation
- 1999: NewDeal Office 3.2
- 2000: NewDeal Office 3.2d (patch alemão)
- 2000: NewDeal Office 2000 (novo núcleo PC/GEOS 3.0)
- 2000: NewDeal Office 2000 for GlobalPC (para um Surf´n´Office PC de Ted Turner (MyTurn Inc), com ajuda da CNN)

## Breadbox Ensemble - PC/GEOS V4.x
O mais novo PC/GEOS V4.x com a suíte corporativa "Breadbox Ensemble" foi desenvolvido pela  Breadbox Computer Company LLC., Flórida. É um pacote completo, com navegador de internet, processador de texto, planilha eletrônica, banco de dados e aplicativo gráfico.
Depois da "NewDeal Inc." ter fechado as portas, a Breadbox Computer Company LLC. comprou todos os direitos e títulos do sistema operacional GEOS da GeoWorks em 2003. 

### Histórico das versões e demos do Breadbox Ensemble
- 2001: BreadBox Ensemble (TM) versão beta 4.0.1.1
- 2001: BreadBox Ensemble (TM) versões beta 4.0.1.x
- 2002: Breadbox Ensemble (TM) versão completa 4.0.2.0
- 03/2005: Breadbox Ensemble (TM) versão 4.1.0.0
- 02/2006: Breadbox Ensemble (TM) versão 4.1.2.0
- 08/2009: Breadbox Ensemble (TM) versão 4.1.3.0